# 25. domobranski pehotni polk (Avstro-Ogrska)
Za druge 25. polke glejte 25. polk.
25. domobranski pehotni polk (izvirno nemško k.k. Landwehr Infanterie Regiment Nr. 25; dobesedno slovensko: Cesarsko-kraljevi deželnobrambovski pehotni polk št. 25) je bil pehotni polk avstro-ogrskega Domobranstva.

## Zgodovina
Polk je bil ustanovljen leta 1900. 

### Prva svetovna vojna
Polkovna narodnostna sestava leta 1914 je bila sledeča: 83% Čehov in 17% drugih. Naborni okraj polka je bil v Kroměřížu, pri čemer so bile polkovne enote garnizirane tudi v tem mestu.
Polk je sodeloval v bojih na soški fronti.
V noči iz 3. na 4. september 1917, med enajsto soško ofenzivo, sta 6. in 31. domobranska pehotna polka zamenjala ostanke 87. pehotnega polka na Škabrijelu, a sta jih ob zori 4. septembra napadli italijanski arditi, pri čemer so domobranci izgubili položaje in se umaknili z velikimi izgubami. 25. domobranski polk je bil poslan v protinapad, pri čemer mu je uspelo ponovno zaseči Škabrijel.

## Poveljniki polka
- 1914: Karl Mader[1]